# Американо-французский договор (1778)

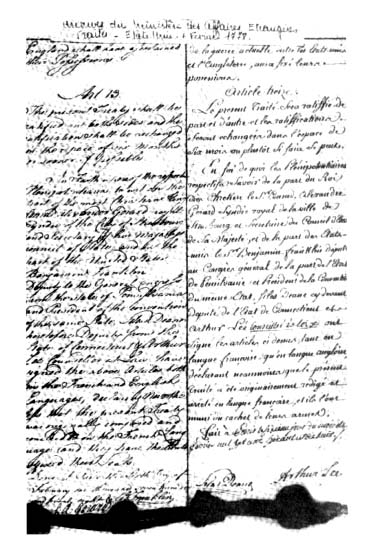
Американо-французский договор о союзничестве (1778)

Американо-французский договор 1778 года — оборонительный пакт между США и Францией, принятый в феврале 1778 года, приведший к объявлению войны Франции Великобританией.
В соответствии с Договором, Франция впервые признала существование Соединенных Штатов Америки.
Oт имени Франции договор подписал Конрад-Александр Жерар, от имени Соединенных Штатов — Бенджамин Франклин, Сайлас Дин и Артур Ли.
По условиям договора Франция обязалась защищать «свободу, суверенитет и независимость США», и не складывать оружия до тех пор, пока Англия не признает независимость США.

## См. также

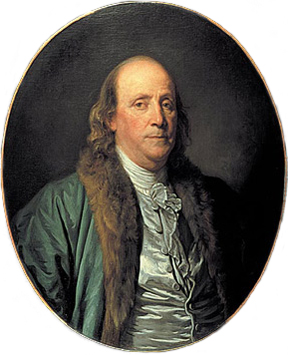
Бенджамин Франклин
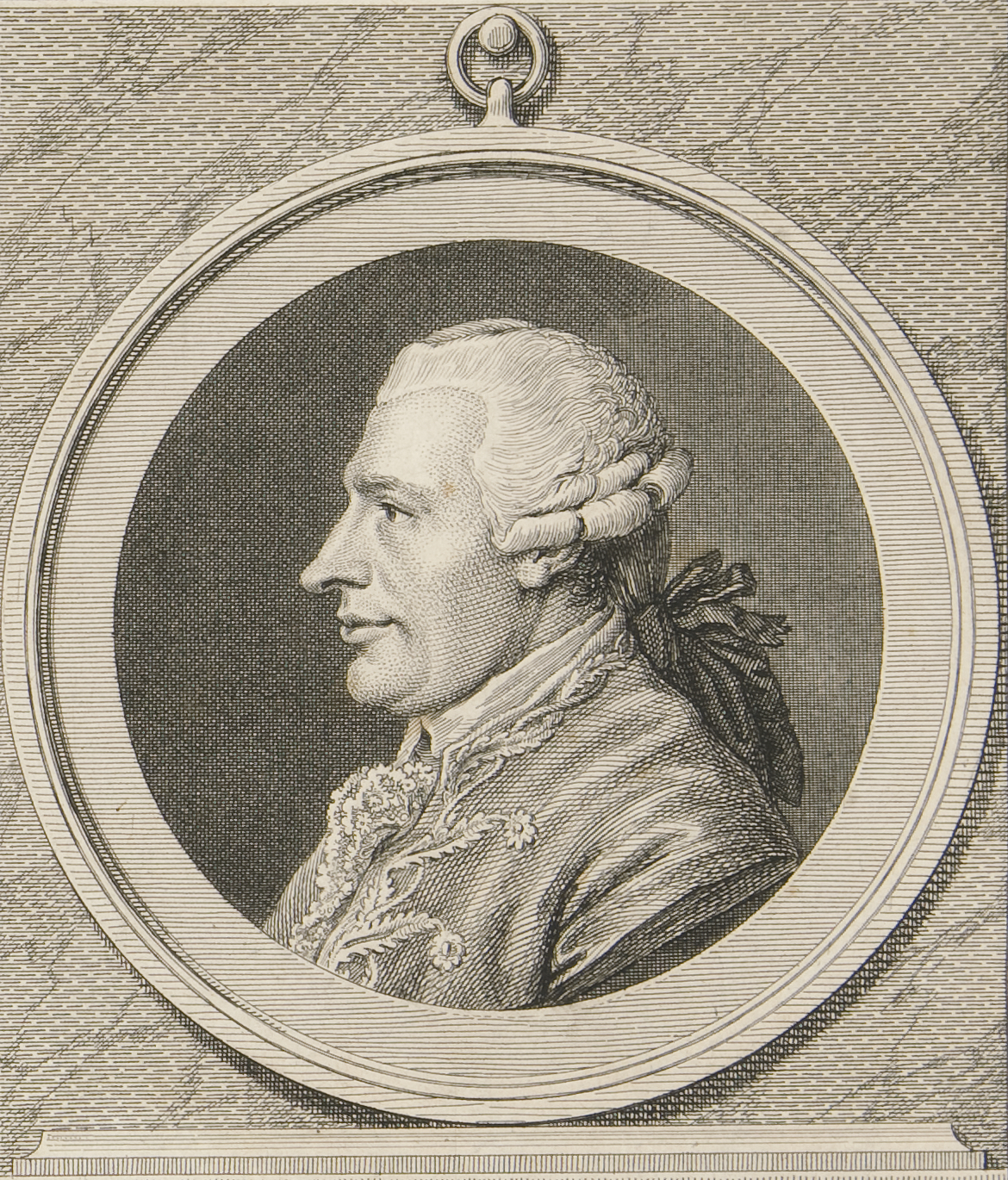
Конрад-Александр Жерар
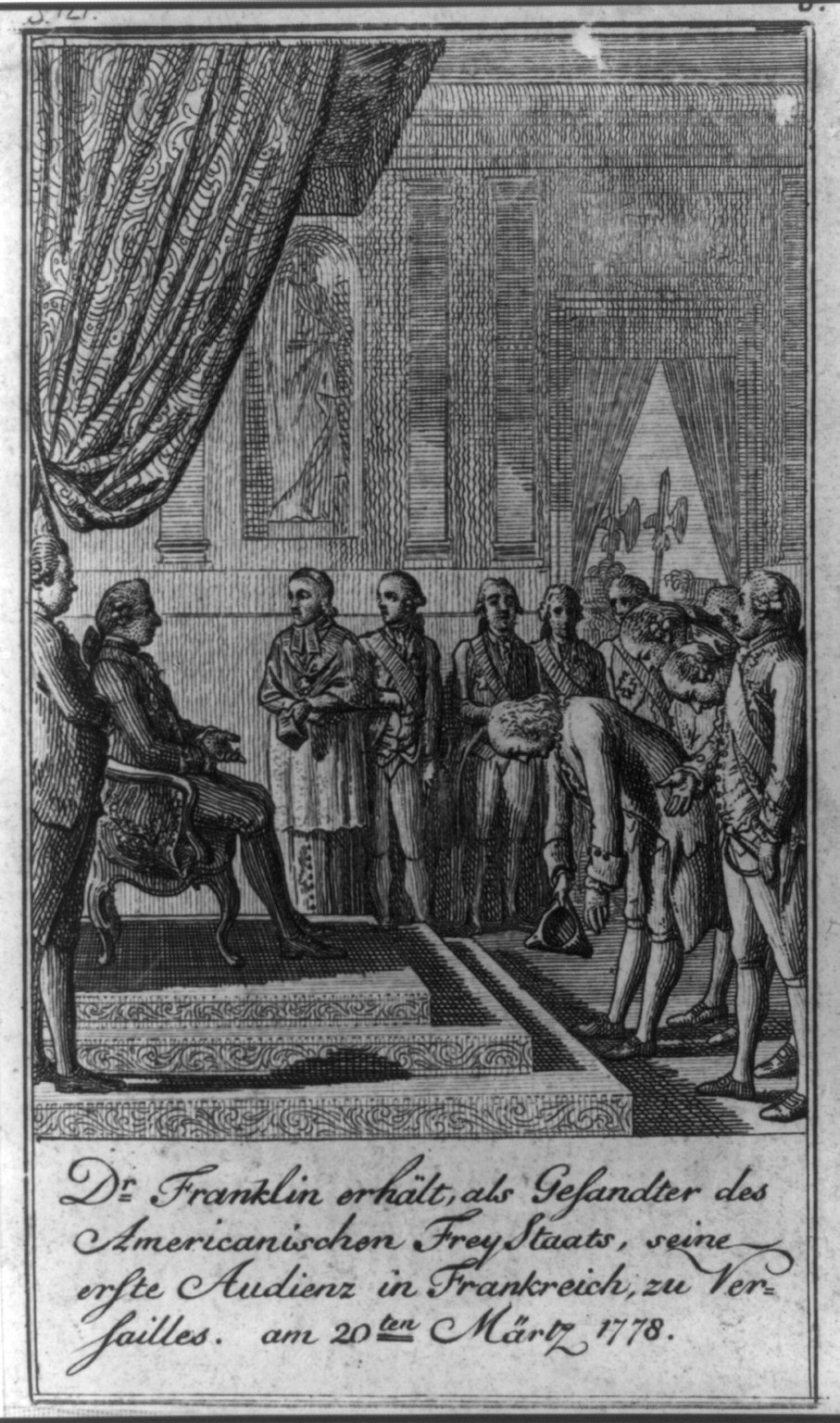
Бенджамин Франклин в качестве члена аудитории в США Версаль 20 марта 1778 год